# Mucropetraliella laccadivensis
Mucropetraliella laccadivensis är en mossdjursart som först beskrevs av Robertson 1921.  Mucropetraliella laccadivensis ingår i släktet Mucropetraliella och familjen Petraliellidae. Inga underarter finns listade i Catalogue of Life.